# Ivica Curtini
Ivica "Jobo" Curtini (Kurtini), Rijeka, 23. lipnja 1922. – 12. rujna 1990., hrvatski vaterpolist svjetskog glasa.
Vaterpolom se počeo baviti u sušačkoj Victoriji. Proglašen najboljim vaterpolskim strijelcem na svijetu svog vremena. Dva puta biran u reprezentaciju svijeta. Sudjelovao je na dvjema Olimpijadama, 1948. u Londonu i 1952. u Helsinkiju. U Helsinkiju je osvojio srebrnu medalju. Igračku karijeru završio 1960. godine. U vaterpolu ostao kao trener u Italiji do 1968. godine. Vrativši se iz Italije, radio u vaterpolskoj sekciji PK Primorja.